# توسيع دوبلر

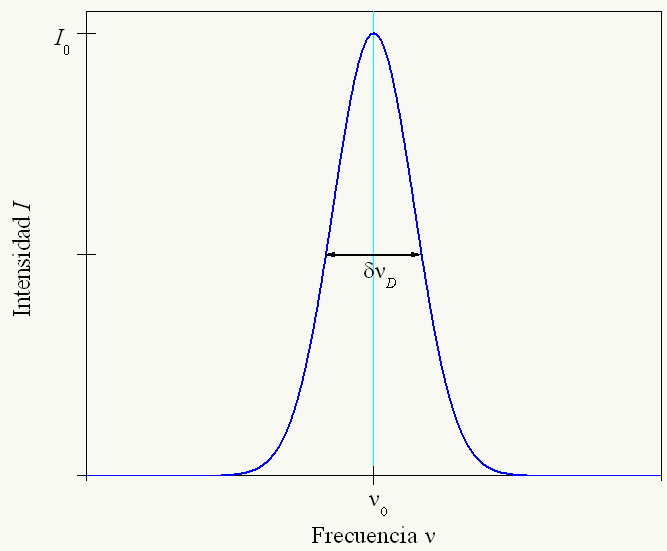
تبين الصورة توسيع الخط الطيفي نتيجة تأثير دوبلر، إلى شكل دالة غاوسية.

أو تعريض دوبلر (بالإنجليزية: Doppler broadening)‏، وهو التوسيع الذي يحصل في الخطوط الطيفية بسبب تأثير دوبلر الناتج عن توزيع سرع الذرات والجزيئات، اختلاف سرعة حركة الجسيمات الباعثة للأشعة يسبب إزاحة دوبلر مختلفة لكل من خطوطهم الطيفية، وتراكم هذا التأثير لعدد ضخم من الجسيمات سيؤدي إلى زيادة عرض الخط الطيفي، والهيئة الناتجة للخط الطيفي تعرف بهيئة دوبلر، يعتبر توسيع دوبلر الحراري حالة خاصة من توسيع دوبلر والناتج عن الحركة الحرارية للجسيمات.
ويعتمد مقدار تعريض دوبلر على تردد الخط الطيفي وكتلة الجسيمات الباعثة ودرجة الحرارة، هذا ويمكن استخدام هذه الظاهرة في قياس درجة حرارة الجسم الباعث.
ولإيجاد التردد الحقيقي للطيف المنبعث بدون الحاجة إلى تبريد الوسط يستخدم "مطياف الإمتصاص المشبع [الإنجليزية]" أو كما يعرف باسم «المطياف الخالي من دوبلر».

## الإشتقاق
الطاقة الحرارية للجسيمات تجعلها تتحرك ذهاباً وإياباً بشكل مستمر، فإذا كان إتجاه حركتها بإتجاه الراصد الطيف المنبعث سيزاح نحو التردد الأعلى، وبالمثل لو تحركت الجسيمات بعيداً عن الراصد سيزاح التردد نحو الترددات الأقل، وبالنسبة للسرعات غير النسبية تعطى معادلة إزاحة دوبلر للتردد بالشكل التالي:
{\displaystyle f=f_{0}\left(1+{\frac {v}{c}}\right),}
حيث أن ({\displaystyle f}) هو التردد المرصود، ({\displaystyle f_{0}}) هو التردد الأصلي، ({\displaystyle v}) هي سرعة حركة الجسيمات، ({\displaystyle c}) سرعة الضوء.
وبما أنه يوجد توزيع لسرع الجسيمات المقتربة والمبتعدة عن الراصد لكل عنصر حجمي من الجسم الباعث. على فرض أن ({\displaystyle P_{v}(v)\,dv}) يمثل مقدار الجسيمات التي تتحرك من سرعة ({\displaystyle v}) إلى سرعة ({\displaystyle v+dv}) على طول خط رؤية الراصد، فسيكون التوسيع المقابل:
{\displaystyle P_{f}(f)\,df=P_{v}(v_{f}){\frac {dv}{df}}\,df,}
حيث أن {\textstyle v_{f}=c\left({\frac {f}{f_{0}}}-1\right)} : هي السرعة بإتجاه الراصد المقابلة لإزاحة التردد من ({\displaystyle f_{0}}) إلى ({\displaystyle f})، فتصبح المعادلة:
| {\displaystyle P_{f}(f)\,df={\frac {c}{f_{0}}}P_{v}\left(c\left({\frac {f}{f_{0}}}-1\right)\right)\,df.} |
ويمكن أيضاً التعبير عن التوسيع بدلالة الطول الموجي ({\displaystyle \lambda })، ففي السرعات غير النسبية يمكن التعبير عن التردد بالشكل التالي ({\displaystyle {\frac {\lambda -\lambda _{0}}{\lambda _{0}}}\approx -{\frac {f-f_{0}}{f_{0}}}}) فنحصل على:
| {\displaystyle P_{\lambda }(\lambda )\,d\lambda ={\frac {c}{\lambda _{0}}}P_{v}\left(c\left(1-{\frac {\lambda }{\lambda _{0}}}\right)\right)\,d\lambda .} |
وفي حالة توسيع دوبلر الحراري، توزيع السرعة يعطة بدلالة توزيع ماكسويل:
{\displaystyle P_{v}(v)\,dv={\sqrt {\frac {m}{2\pi kT}}}\,\exp \left(-{\frac {mv^{2}}{2kT}}\right)\,dv,}
حيث {\displaystyle m} هي كتلة الذرات الباعثة، {\displaystyle T} هي درجة الحرارة، {\displaystyle k} هو ثابت بولتزمان.
فنحصل على:
{\displaystyle P_{f}(f)\,df={\frac {c}{f_{0}}}{\sqrt {\frac {m}{2\pi kT}}}\,\exp \left(-{\frac {m\left[c\left({\frac {f}{f_{0}}}-1\right)\right]^{2}}{2kT}}\right)\,df.}
ويمكن تبسيط المعادلة بالشكل:
{\displaystyle P_{f}(f)\,df={\sqrt {\frac {mc^{2}}{2\pi kTf_{0}^{2}}}}\,\exp \left(-{\frac {mc^{2}\left(f-f_{0}\right)^{2}}{2kTf_{0}^{2}}}\right)\,df,}
والتي تظهر بشكل دالة غاوسية مع إنحراف معياري يساوي:
{\displaystyle \sigma _{f}={\sqrt {\frac {kT}{mc^{2}}}}\,f_{0}}
وقيمة العرض الكلي عند منتصف القمة [الإنجليزية] (FWHM) تساوي:
| {\displaystyle \Delta f_{\text{FWHM}}={\sqrt {\frac {8kT\ln 2}{mc^{2}}}}f_{0}.} |

## التطبيقات
يعتبر توسيع دوبلر أحد التفسيرات المهمة لتوسيع الخطوط الطيفية ففي علم الفلك وفيزياء البلازما يعطي إشارة جيدة على درجة حرارة الأجسام المرصودة، مع هذا توجد أسباب أخرى تؤدي إلى اختلاف توزيع السرعة على سبيل المثال، بسبب الحركة الإضطرابية. وللإضطرابات المعقدة شكل طيفي يصعب تمييزه بشكل عام عن الشكل الطيفي الناتج عن التوزيع الحراري للسرعة، ومن الممكن أن يكون التأثير أيضاً ناتج بسبب تأثير السرع على المقاييس الكبيرة كمثال انحسار وتقارب أجزاء القرص التراكمي سريع الدوران حول الثقب الأسود، وأخيراً هناك العديد من العوامل الأخرى التي تؤدي إلى توسيع خطوط الطيف أيضاً منها التوسيع الناتج عن الكثافة العددية العالية للجسيمات والتي ينتج عنها توسيع شتارك.
يمكن استخدام توسيع دوبلر لتحديد ومعرفة توزيع السرعة لغاز ما من خلال طيف إمتصاصه، ويستخدم بالأخص لتحديد توزيع السرعة في سحابات الغاز ألبين نجمي.
يستخدم أيضاً توسيع دوبلر في تصميم المفاعلات النووية ذات درجة الحرارة العالية خاصة في تحديد معامل درجة حرارة الوقود للتفاعل [الإنجليزية]، فمن حيث المبدأ مع ارتفاع درجة حرارة وقود المفاعل سيتوسع طيف امتصاص النيوترونات بسبب الحركة الحرارية النسبية لنوى ذرات الوقود، وبالنظر إلى شكل طيف إمتصاص النيوترونات، يلاحظ أن المقطع العرضي لامتصاص النيوترون يقل مما يقلل احتمالية الامتصاص والأنشطار النووي، وكنتيجة نهائية هي أن المفاعلات المصممة للاستفادة من توسيع دوبلر سيقل فيها التفاعل النووي مع زيادة درجة الحرارة، مما يوفر خاصية سلامة نووية سلبية، يكون هذا التأثير مرتبطاً أكثر بالمفاعلات المبردة بالغاز من المفاعلات الأخرى المبردة بالماء.
وفي فيزياء الليزر يعتبر توسيع دوبر شائع في الخرج الليزري كتوسيع غير متجانس، وعند تصميم الليزر يراعى تقليل هذا التأثير قدر الإمكان للحصول على خرج ليزري نقي طيفياً.